# Castrol
Castrol – brytyjskie przedsiębiorstwo zajmujące się produkcją olejów silnikowych, smarów samochodowych i innych środków chemicznych służących do konserwacji głównie pojazdów samochodowych. Przedsiębiorstwo zostało zakupione przez BP w 2000 roku.

## Historia
Przedsiębiorstwo zostało założone przez Charlesa Wakefielda w 1899 roku jako CC Wakefield & Company w Londynie. Na początku XX wieku firma rozpoczęła produkcję oleju samochodowego, który zawierał olej rycynowy pod nazwą Castrol. Nazwa pochodziła od angielskiej nazwy oleju rycynowego (castor oil).
W 1960 roku nazwa przedsiębiorstwa została zmieniona na Castrol, natomiast w 1966 roku Castrol zostało zakupione przez szkocki koncern naftowy Burmah Oil. Od 2000 roku Burmah Oil, wraz z Castrolem jest częścią BP.